# 大吹打

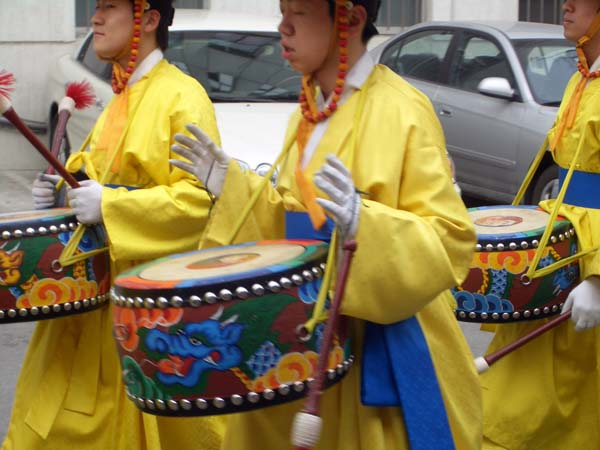
大韩民国陆军传统军乐队在首尔街头游行中演奏龙鼓

大吹打（羅馬化：daechwita）是现代韩国传统音乐的一种藝術類型，源自古代中国和朝鲜半岛的军乐，由传统管乐器和打击乐器组成，通常在行进或静态表演时演奏。

## 乐器

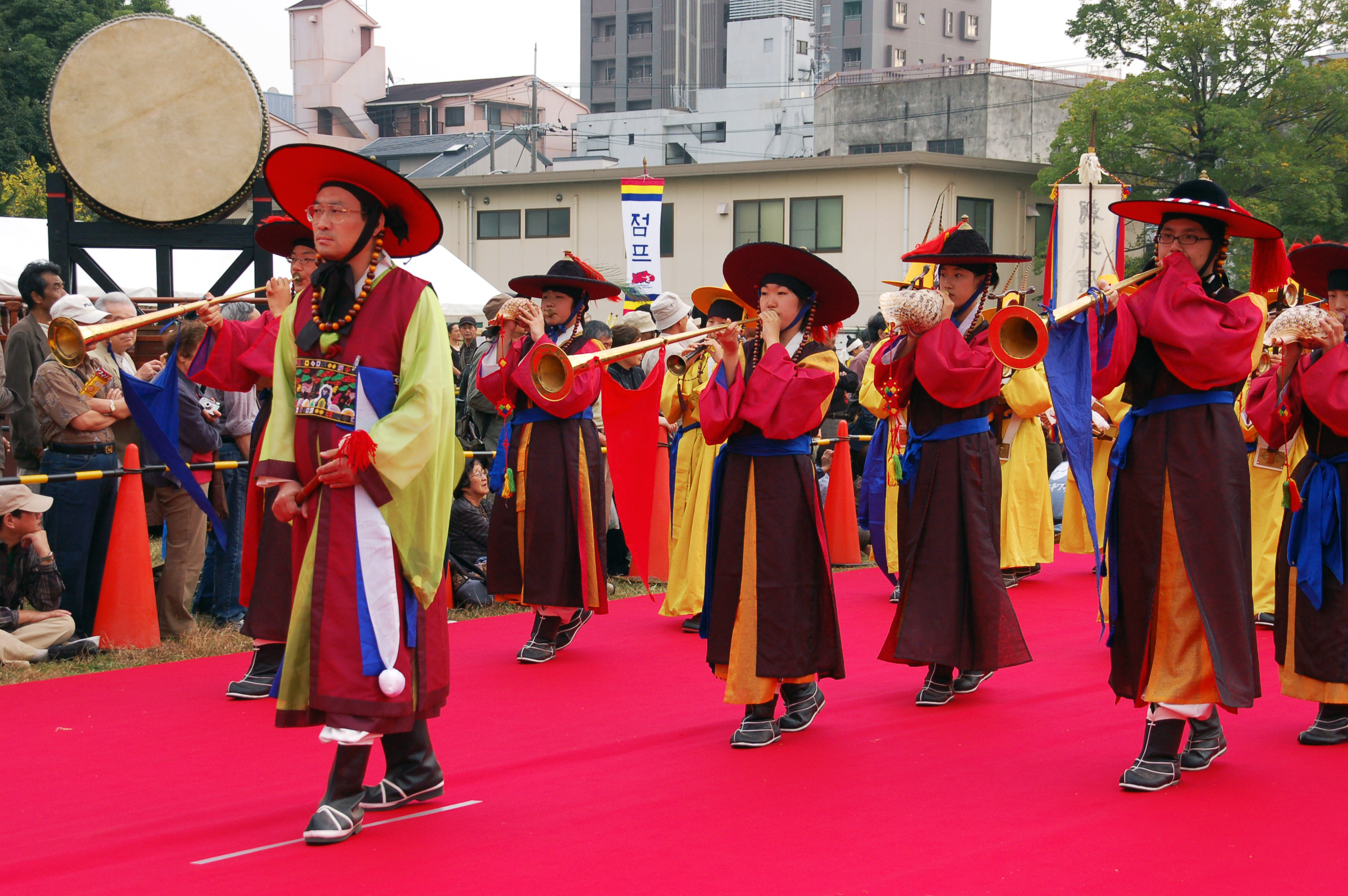
韩国传统乐手在日本大阪的大吹打表演

大吹打经常被用在首尔景福宫和德寿宫的卫兵换岗仪式，使用的乐器包括喇叭、螺角、太平簫、鉦、啫哱囉（銅鈸）、雲鑼和龍鼓。
大韩民国陆军第三步兵师传统仪仗队，有保留一支大吹打乐队，是唯一一支配备雲鑼、风物鼓和羯鼓的军乐队。第三步兵师传统仪仗队大吹打乐队的制服颜色，是黄色或红白相间双色，因为这些颜色与朝鲜王朝历史上的仪仗制服有联系。如今，乐队成员都穿着黄色礼服。乐队指挥手持长指挥棒指挥乐队成员演奏。

## 流行文化
韩国流行音乐说唱歌手Agust D，又名“Suga”，是防彈少年團（BTS）成员，在其第二张个人混音带《D-2》（2020年），发行一首名为“大吹打”的作品。 这首歌曲打入Billboard Hot 100排行榜第76名，灵感采样自國立國樂院的大吹打演奏。